# Filozofie výchovy
Filosofie výchovy (někdy také teorie výchovy) je hraniční filosoficko-pedagogická disciplína s dlouhou tradicí, která se zabývá cíli a smyslem výchovy pro jednotlivého člověka i jejím posláním pro společnost. Má tedy blízko jak k pedagogice (event. je přímo její nezbytnou součástí), která se však zabývá také metodami výchovy a vzdělávání, ale také k andragogice, sociologii a kulturní a sociální antropologii.

## Předhistorie
Organizovaná příprava mladých mužů pro kněžské, písařské a hlavně vojenské povolání se vyskytuje už ve starém Egyptě i v ostatních starověkých říších. Téma soustavné výchovy a vzdělávání všech svobodných mužů se objevuje v klasické řecké filosofii, protože už Platón si uvědomil, že budoucnost samosprávné, svobodné obce zcela závisí na jejích obyvatelích, občanech. Smyslem společné a povinné výchovy mladých mužů je tedy příprava budoucích občanů. Proto jsou pojednání o výchově součástí politických spisů, Platónovy Ústavy i Zákonů a Aristotelovy Politiky. Na rozdíl od čistě vojenské výchovy ve Spartě má však být výchova mladých Athéňanů založena na filosofii, na porozumění obci a jejím institucím. Vojenské přípravě věnuje Platón v Zákonech velkou pozornost, ještě důležitější je však vychovávat mladé muže k oddanosti vlastní obci a jejím zákonům.

## Středověk
Po zániku samosprávných obcí tato potřeba zanikla a soustavná výchova byla opět výsadou vyšších vrstev, kněžstva, úředníků a vojáků. Také křesťanská církev vzdělávala svůj dorost rozptýleně a teprve zakladatel středověké říše Karel Veliký (747-814) chtěl toto vzdělávání sjednotit a rozšířit. Tohoto úkolu se ujal biskup Alkuin z Yorku, který na základě programu starověkých škol vypracoval vzdělávací systém pro budoucí kleriky v podobě sedmi svobodných umění. Z biskupských (katedrálních) a klášterních škol pak v pozdním středověku vznikaly univerzity.

## Výchova ve filosofii novověku
Naléhavá potřeba vyššího (latinského) vzdělávání se začala projevovat ve středověkých městech, ale obecně se prosadila v souvislosti s reformací: podle reformátorů se musí každý křesťan naučit číst, aby mohl číst Písmo svaté. Velký rozvoj městských škol nastal tudíž v 16. století a zároveň vznikla potřeba soustavného vzdělávání učitelů. První novověcí filosofové výchovy, například španělský humanista Juan Luis Vives (1492-1540), Jan Ámos Komenský (1592-1670) nebo básník John Milton (1608-1674) proto kritizovali spekulativní ráz středověké výchovy, kladli důraz na výchovu k praktické činnosti a prosazovali učení z přímé zkušenosti a názoru. Nicméně význam vzdělávání pro reformu lidstva a světa je u Komenského na prvním místě.
V 17. století si mnozí představitelé osvícenského absolutismu začali uvědomovat politický i hospodářský význam obecné vzdělanosti a podporovali jednak odborné školy, jednak připravovali zavedení všeobecného školství. To se pak na evropském kontinentě postupně zavádělo v průběhu 18. a 19. století (v Rakousku od roku 1740). Cílem bylo rozšíření gramotnosti, povznesení hospodářství a ovšem také posílení občanské loajality. Naproti tomu vlivná knížka Johna Locka (1632-1704) Několik myšlenek o výchově (1693) zdůrazňuje individuální a praktický význam výchovy a radí příbuzným, jak vychovat mladého šlechtice.

## Zakladatelé
Nové myšlenky k filosofii výchovy přinesl Jean-Jacques Rousseau (1712-1778), zejména v knize Emil, čili o výchově (1762). Rousseau ostře odmítl výchovu jako nátlak a vyzvedl dítě jako samostatnou osobu, která se za vhodných vnějších podmínek vychovává sama pod vedením učitele. Základem výchovy je respekt k dítěti a ochrana před nepříznivými vlivy okolí, před tlakem společnosti a podobně.
V teoretické i praktické oblasti vynikl reformátor pruského školství Wilhelm von Humboldt (1767-1835), velký obdivovatel řeckého starověku i humanistické vzdělanosti. Mezi jeho spolupracovníky patřil i vlivný filosof a pedagog Johann Friedrich Herbart (1776-1841), jehož systematická teorie výchovy je založena na zcela určitých psychologických předpokladech o „vzdělavatelnosti“ člověka. Dítě je samostatná osoba, která má během výchovy jaksi následovat stupně, po nichž probíhá pokrok lidstva, a dospět tak k odpovědné svobodě. Významným příspěvkem k filosofii výchovy byly také práce filosofa a psychologa Wilhelma Diltheye (1833-1911), který studoval různé etapy dětství a dospívání a hledal pro ně vhodné způsoby výchovy.
Klasikem americké filosofie výchovy je John Dewey (1859-1952), pro něhož je cílem vzdělávání výchova demokratů (Democracy and Education, 1916). Demokracie přitom není jen forma státu, nýbrž určitý druh pospolitého života sobě rovných občanů. Dewey založil několik reformních škol a proslavil se heslem Learning by doing, učíme se tím, že děláme.

## 20. století
Vzhledem k rostoucímu významu vzdělanosti neustále rostou i často protikladné nároky na školství, a tedy i neustálá potřeba reforem. Na jedné straně jsou to požadavky na praktická použitelnost obsahu, na druhé straně kritika školské indoktrinace a volání po uznání autonomie dítěte. Ve 20. století proto vzniklo množství různých reformních pedagogik, vesměs založených na určité filosofii výchovy.
Už v 19. století vzniklo hnutí za větší uplatnění umění ve výchově (William Morris, 1834-1896), na něž navázalo reformní hnutí Rudolfa Steinera a Waldorfská pedagogika, které chce dětem prodloužit radostné dětství a připravovat je pro život celkovým rozvojem všech jejich možností. Podobné zaměření má i Otevřené vyučování Marie Montessori. O obnovu humanistického ideálu vzdělávání se snažili v Německu například Eduard Spranger (1882-1963) a Theodor Litt.
Fenomenologickou filosofii výchovy vytvořil Eugen Fink (1905-1975), na něhož navázal také Jan Patočka. Fink formuloval pět aporií výchovy, které vystihují aspoň část skutečného problému vzdělávání a výchovy, například rozpor mezi tím, že dítě se má vzdělávat samo, a přitom je učitelé musí vést. Mezi kritiky školství jako indoktrinace vynikl kritik modernity Chorvat Ivan Illich (1926-2002) knihou Deschooling society (1971) , kde pléduje pro nahrazení vzdělávacích institucí sítěmi příležitostí.